# Explanada de los ministerios (Brasil)

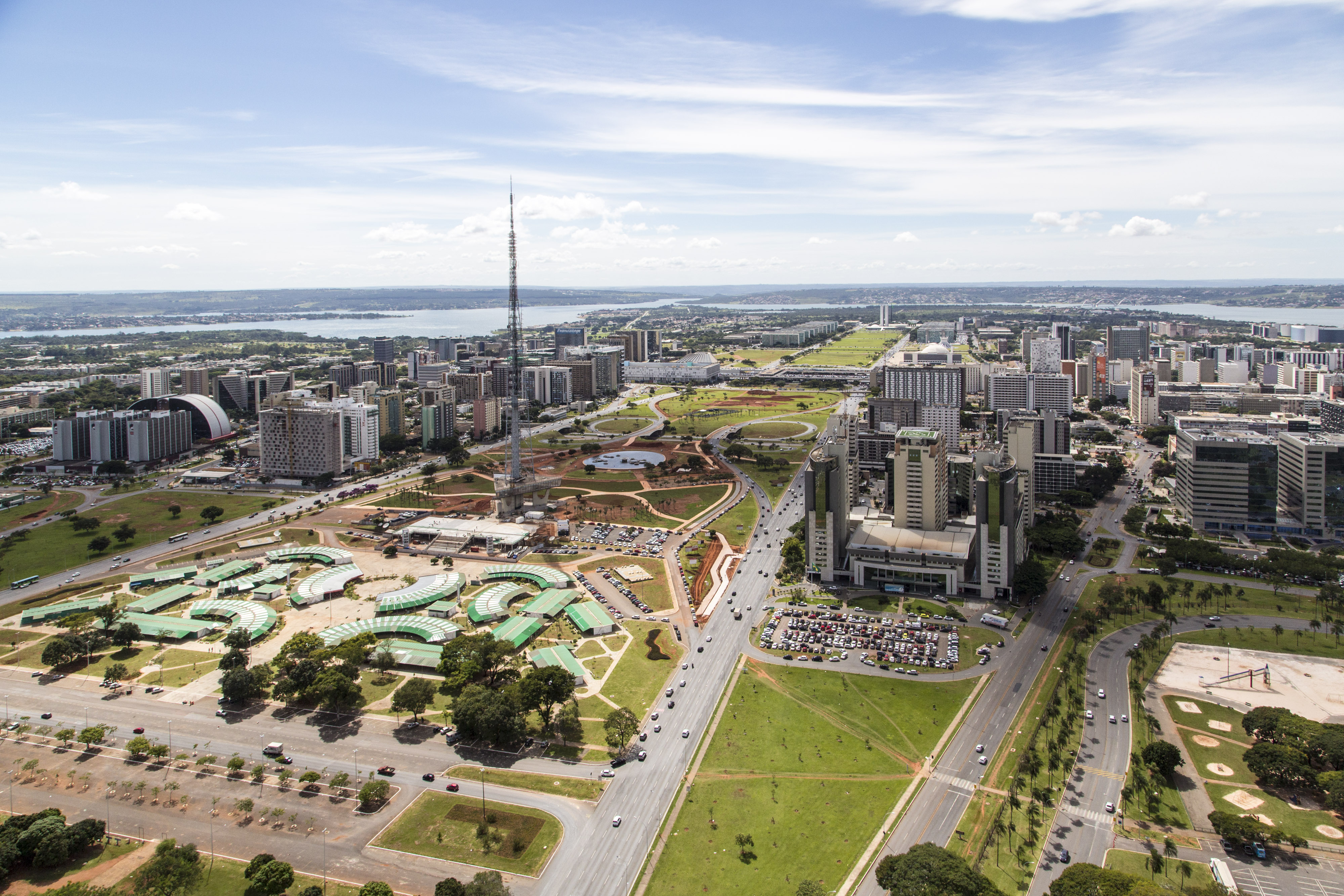
El Eje Monumental y la Torre de televisión de Brasilia.

El Eje Monumental es una avenida que se localiza en el centro del Plan Piloto de Brasilia, en Brasilia, capital de Brasil. Es conocido popularmente como el "cuerpo del avión", en el dibujo del Plan Piloto de Brasilia. Se extiende por dieciséis kilómetros, haciendo la conexión entre la Estación Ferroviaria de Brasilia por el oeste y la Plaza de los Tres Poderes por el este.
También conocido como "Eixão Monumental", al largo de él se sitúan diversos monumentos. La porción oeste es dedicada a los órganos del Gobierno del Distrito Federal, como el Palacio del Buriti (sede ejecutiva del gobierno del Distrito Federal), el Tribunal de Justicia del Distrito Federal y Territorios y la sede de la Cámara Legislativa del Distrito Federal. También a oeste, se encuentran el Memorial JK y la Catedral Militar Reina de la Paz.
En su área céntrica, se encuentran la Rodoviária del Plan Piloto, localizada en la intersección de los ejes Monumental y Rodoviário, y la Torre de Televisión. Al este, en el área dedicada a los órganos del Gobierno Federal, están la Plaza de los Tres Poderes y la Explanada de los Ministerios. En la llanura localizada en la porción este de la avenida, acostumbran ser realizados diferentes eventos, como shows y concentraciones públicas.
Los edificios de la Explanada de los Ministerios fueron proyectados por el arquitecto Oscar Niemeyer, y la vía en sí fue proyectada por el urbanista Lúcio Costa. El paisajismo del Eje Monumental fue hecho por Roberto Burle Marx.
Con seis rangos de tráfico en cada sentido y 250 metros de anchura, el Eje Monumental ya fue considerado por el Libro Guinness como la avenida más ancha del mundo. Cada sentido recibe un nombre de vía específico, siendo denominado N-1 el lado norte (sentido este-oeste) y S-1 el lado sur (sentido oeste-este). 

## Principales edificios
- Catedral Metropolitana de Nuestra Señora Aparecida
- Palacio Itamaraty
- Congreso Nacional
- Supremo Tribunal Federal
- Panteão de la Patria
- Memorial JK
- Plaza de los Tres Poderes
- Palacio del Planalto
- Palacio de la Justicia
- Ministerios